# A Carballeira (Junquera de Espadañedo)
A Carballeira es una entidad de población española situada en la parroquia de Junquera de Espadañedo, del municipio de Junquera de Espadañedo, en la provincia de Orense, Galicia.

## Demografía
La entidad de población de  A Carballeira no consta ni en la base de datos del Instituto Nacional de Estadística español ni en la del Instituto Gallego de Estadística por lo que se desconocen los datos demográficos de la misma.